# L'art de se taire, principalement en matière de religion
L'art de se taire, principalement en matière de religion est publié par l'Abbé Dinouart en 1771. Néanmoins, l'ouvrage est ouvertement inspiré par des publications du siècle précédent :

« Un auteur du siècle précédent, et dont je n'ai pu découvrir le nom, a donné dans une lettre très courte, des règles pour parler ; j'en ai adopté les principes, et j'ai développé ses idées. »

Il s'agit en réalité de la Conduite pour se taire et pour parler, principalement en matière de religion datant de 1696 et attribué à Jean-Baptiste Morvan de Bellegarde et à Jacques du Rosel.
L'ouvrage est divisé en deux parties, symétriques par leur idée directrice, la première traitant de l'art de se taire quand il le faut et comme le faut, la seconde de l'art d'écrire avec mesure, mais toutefois déséquilibrées, la seconde partie étant plus développée.

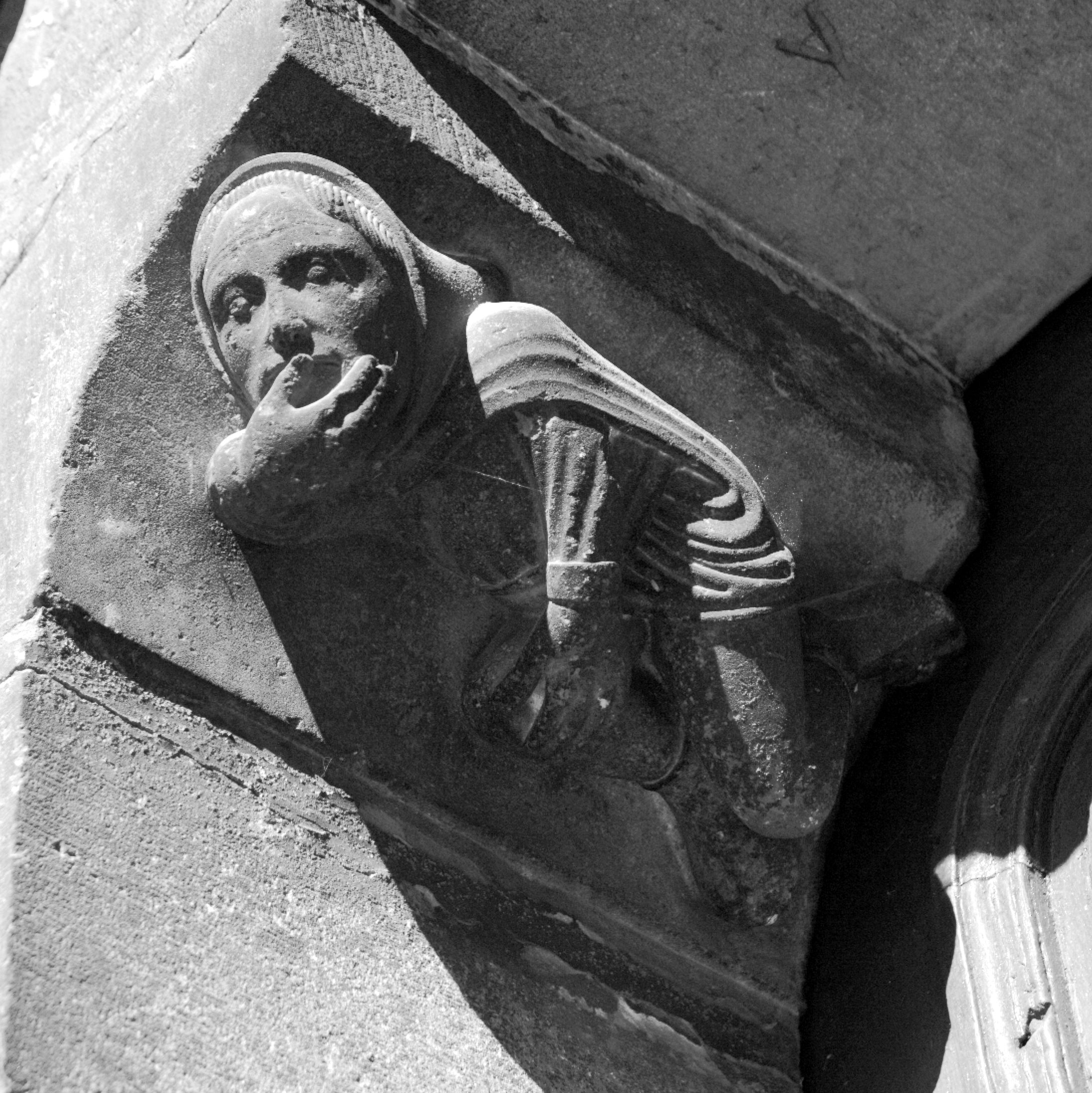
Notre-Dame de Senlis invite le visiteur au silence

## Structure principale du texte
L'ouvrage s'ouvre sur une courte préface où l'Abbé Dinouart présente les ambitions de son livre, qu'il présente comme tout à fait novateur, et qu'il dédie ouvertement aux philosophes des Lumières dont il condamne le délire.
1. Première partie
  - Introduction
  - Chapitre I : principes nécessaires pour se taire
  - Chapitre II : différentes espèces de silence
  - Chapitre III : les causes des différentes espèces de silence
2. Seconde partie
  - Introduction
  - Chapitre I : on écrit mal
  - Chapitre II : on écrit trop
  - Chapitre III : on n'écrit point assez
  - Chapitre IV : principes nécessaires pour s'expliquer par les écrits et par les livres

## Les principes pour bien se taire
Dinouart rassemble 14 principes nécessaires pour se taire.
1. Il ne faut parler que si cela vaut mieux que le silence.
2. Il y a un temps pour se taire, comme il y a un temps pour parler.
3. Il faut d'abord se taire, condition nécessaire pour bien parler ensuite.
4. Se taire quand on doit parler vaut au moins parler quand on doit se taire.
5. En général, on risque moins à se taire qu'à parler.
6. On n'appartient jamais autant à soi que lorsque l'on se tait.
7. Il se doit de bien réfléchir à ce que l'on va dire avant de parler à voix haute, par crainte de repentir.
8. Pour garder un secret, le silence ne connaît pas d'excès.
9. Il n'y a pas plus de mérite à expliquer ce que l'on sait qu'à se taire sur ce que l'on ignore.
10. Le silence tient parfois lieu de sagesse à un homme borné, et de capacité à un ignorant.
11. Mieux vaut passer pour n'être pas un grand génie du fait de son silence, que pour un fou en parlant trop.
12. Un homme courageux parle peu et agit beaucoup. De même, un sage ne parle que pour des choses raisonnables.
13. Une passion trop grande pour dire une chose doit nous retenir même de la dire.
14. Le silence ne doit pas empêcher la sincérité.

Dans la seconde partie, ces principes sont appliqués à l'identique à l'écriture.

## Dinouart contre les Lumières
Dinouart se pose en fervent adversaire des philosophes des Lumières. On peut retenir notamment deux critiques parmi d'autres à leur encontre. Tout d'abord, Dinouart condamne fermement tout discours à l'encontre de la religion, mais aussi du pouvoir du prince. C'est sur ce point qu'il ouvre :

« Combien y'en a-t-il qui se sont perdus par la langue, ou par la plume ! Ignore-t-on que plusieurs doivent à un mot imprudent, à des écrits profanes ou impies, leur expatriation, leur proscription, et que leur infortune n'a pu encore les corriger ? »

et clôt son ouvrage :

« Les hommes sensés et prudents conviendront, sans doute, de la vérité des principes établis dans cet ouvrage ; nos philosophes modernes en conviendront-ils également ? Nous le désirons ardemment pour la gloire de la religion, la tranquillité de l'État, le bien de la société et la pureté des mœurs. »

Dinouart considère aussi tout discours scientifique comme peine perdue, car cherchant à forcer les mystères de Dieu, qui sont impénétrables :

« La sagesse divine a caché dans ses productions, de certains secrets qu'il n'est point à propos que nous sachions. Les philosophes de cette dernière école entreprennent de les savoir ; et c'est pour les punir, que Dieu permet qu'ils l'entreprennent et qu'ils se punissent eux-mêmes, en consumant leur vie à courir dans un labyrinthe ténébreux, à chercher ce qu'ils ne trouveront jamais. »